# Ontwikkelingshulp door Nederland
Ontwikkelingshulp wordt in Nederland ontwikkelingssamenwerking genoemd. Ontwikkelingssamenwerking is een poging om ontwikkelingslanden te helpen zich verder te ontwikkelen om een hogere levensstandaard te bereiken. Ontwikkelingssamenwerking valt in Nederland onder het ministerie van Buitenlandse Zaken. In 2016 besteedde Nederland 0,65% van het bruto nationaal product (bnp) aan ontwikkelingshulp. In 2008 en 2009 was dit percentage 0,8% en bedroeg de hulp zo'n 4,7 miljard euro per jaar, wat overeenkomt met ongeveer 283 euro per hoofd van de beroepsbevolking. Het kabinet-Rutte I heeft in 2011 in het kader van bezuinigingen het percentage dat besteed wordt voor ontwikkelingshulp verlaagd van 0,8% naar 0,7%.

## De organisatie van ontwikkelingssamenwerking
Het is bij de vorming van elk kabinet weer een heikel onderwerp: krijgt ontwikkelingssamenwerking een eigen ministerie en een eigen minister of niet. In 2007, bij de vorming van het kabinet-Balkenende IV werd ervoor gekozen ontwikkelingssamenwerking onder te brengen bij het ministerie van Buitenlandse Zaken. Ontwikkelingssamenwerking kreeg wel een eigen minister: Bert Koenders (PvdA). Het ministerie van Buitenlandse Zaken/Ontwikkelingssamenwerking coördineert het Nederlandse ontwikkelingsbeleid. Dat beleid wordt uitgevoerd door ambassades, partnerlanden, internationale en maatschappelijke organisaties. In oktober 2010 trad het kabinet-Rutte I aan, ontwikkelingssamenwerking werd ook nu weer ondergebracht bij het ministerie van Buitenlandse Zaken. Dit keer kreeg ontwikkelingssamenwerking geen eigen minister. De portefeuille ontwikkelingssamenwerking valt onder de staatssecretaris van Buitenlandse Zaken, Ben Knapen van het CDA.

## De route van de hulp
De ontwikkelingshulp door Nederland komt op drie manieren op zijn plaats terecht:
- Via een bilaterale relatie. In zo'n geval gaat het geld direct naar een land waarmee Nederland een relatie heeft. In 2008 waren dat 36 landen. Ongeveer de helft van het budget loopt via bilaterale relaties.
- Via internationale organisaties zoals de Verenigde Naties, de Wereldbank en de Internationale Organisatie voor Migratie. Ongeveer een kwart van het budget bereikt ontwikkelingslanden op deze manier.
- Via bedrijven, Niet-Gouvernementele Organisaties (NGO's) en kennisinstellingen. Deze route heet: het particuliere financieringskanaal. Bij maatschappelijke organisaties gaat het om organisaties als Oxfam Novib, Cordaid, ZOA of Artsen zonder grenzen. Ongeveer een kwart van het budget loopt via deze organisaties.

## Criteria
Het belangrijkste doel van de Nederlandse ontwikkelingshulp is armoedebestrijding. Politici en organisaties betrokken bij ontwikkelingssamenwerking streven naar structurele hulp. De hulp mag dus niet tijdelijk zijn maar moet voor structurele verbetering zorgen. Aan dat criterium wordt lang niet altijd voldaan. Nederland geeft in principe alleen hulp aan landen die een goed sociaal-economisch beleid voeren. Dit is zo sinds Eveline Herfkens minister van Ontwikkelingssamenwerking was. Alleen in landen die een goed sociaal-economisch beleid voeren zou het geld op de juiste plek terechtkomen. Ook wordt gekeken of het land de mensenrechten handhaaft. Voor noodhulp gelden andere, meer soepele regels. Noodhulp wordt bijvoorbeeld gegeven aan landen die getroffen zijn door een natuurramp of in een oorlog verwikkeld zijn. Noodhulp bestaat vaak uit voedsel, tenten en medicijnen.

## Uitgaven
Volgens de Europese norm en de norm van de Verenigde Naties (daterend uit 1970) zou elk land 0,7% van het BNP aan ontwikkelingssamenwerking 'moeten' besteden. Nederland is een van de weinige landen die dat percentage haalt: alleen Noorwegen, Zweden, Luxemburg en Denemarken zitten ook op of boven de internationale norm. Alle andere landen zitten op 0,55 of lager. Van 2006 tot en met 2010 besteedde Nederland zo'n 0,8% van het BNP aan ontwikkelingshulp. In de begroting voor 2009 werd 4,7 miljard euro gereserveerd voor ontwikkelingshulp. Verwacht werd dat dit bedrag met zo'n 370 miljoen zou dalen vanwege de recessie en de daarmee samenhangende daling van het BNP. Het BNP daalde weliswaar, toch werd in 2009 4,7 miljard euro besteed aan ontwikkelingssamenwerking. In de politiek gingen begin 2009 stemmen op om verder te bezuinigen op ontwikkelingshulp, de PvdA en de SP verzetten zich hier echter tegen. In oktober 2010 trad het kabinet Rutte aan, het kabinet kondigde aan zich aan de Europese norm van 0,7% van het BNP te willen houden.
| Uitgaven ontwikkelingssamenwerking | x miljard euro |
| ---------------------------------- | -------------- |
| 2004                               | 3,7            |
| 2005                               | 4,1            |
| 2006                               | 4,5            |
| 2007                               | 4,65           |
| 2008                               | 4,8            |
| 2009                               | 4,7            |
| 2010                               | 4,9            |
| 2011                               | 4,7            |
| 2012                               | -              |
| 2013                               | -              |
| 2014                               | -              |
| 2015                               | 3,7            |

## Waar gaat de hulp naartoe?
Nederland gaf in 2016 0,65% van het Bruto Nationaal Product uit aan ontwikkelingssamenwerking. Dit was vóór 2011 0,8%. In 2008 was het bedrag 4,8 miljard. De helft van dat geld ging naar Afrika.

### Bilaterale hulp
In 2008 onderhield Nederland met 36 landen een structurele, bilaterale ontwikkelingsrelatie. De ontwikkelingshulp en dus ook het geld loopt in die landen via de overheid van het ontwikkelingsland. Die landen noemt de regering partnerlanden. In 2009 en 2010 telde Nederland 39 partnerlanden.
In elk land is de aanpak weer anders, afhankelijk van de problematiek in dat land, ook het soort en de hoeveelheid ontwikkelingssamenwerking verschilt per land. In 2010 werd ruim 1,2 miljard uitgegeven aan bilaterale hulp.

### Multilaterale hulp
Nederland werkt samen met andere donorlanden (meestal Westerse landen) en met internationale organisaties zoals de Wereldbank. Voor internationale samenwerking wordt gekozen omdat sommige problemen niet alleen in een bepaalde regio of een bepaald land zijn op te lossen, die problemen vragen om een bredere aanpak - soms zelfs wereldwijd. Nederland ondersteunt internationale organisaties met geld, menskracht en ideeën. Deze vorm van ontwikkelingssamenwerking heet multilaterale samenwerking. Ruim een kwart van het ontwikkelingsbudget gaat naar multilaterale programma's, wat neerkomt op 1,2 miljard euro.
Multilaterale programma's vallen vaak onder de Verenigde Naties, zoals de VN-ontwikkelingsorganisatie UNDP, de VN-vluchtelingenorganisatie UNHCR en het VN Bevolkingsfonds UNFPA. Ook de Europese Unie, de Wereldbank en regionale ontwikkelingsbanken zetten multilaterale hulpprogramma's op.

### Maatschappelijke organisaties en bedrijven
Veel van het feitelijke werk binnen de ontwikkelingssamenwerking wordt gedaan door maatschappelijke organisaties en bedrijven. Maatschappelijke organisaties kunnen hulp verlenen in landen waar Nederland niet met de overheid wil of kan samenwerken omdat er, bijvoorbeeld, geen aanspreekbare overheid is (Somalië) of omdat de betreffende overheid een uitgesproken slecht beleid voert (Zimbabwe). Lokale maatschappelijke ontwikkelingsorganisaties zijn vaak goed op de hoogte van de behoeften en cultuur van de bevolking. Nadeel is de versnippering van de hulp en de slechte coördinatie. Nederland werkt samen met Nederlandse ontwikkelingsorganisaties als Novib en Cordaid en met internationale maatschappelijke organisaties zoals de ontmijningsorganisatie Halo Trust. Bedrijven kunnen subsidie aanvragen als ze investeren in een ontwikkelingsland. De steun aan nationale en internationale maatschappelijke organisaties en aan bedrijven omvat ongeveer 30 procent van de begroting voor Ontwikkelingssamenwerking: 23% voor maatschappelijke organisaties en 7% voor bedrijven - in totaal is dat ongeveer 1,5 miljard euro.

## Ontwikkelingshulp en milieu
Ontwikkelingssamenwerking werkt aan het bestrijden van milieuproblemen die ontwikkelingslanden treffen, denk aan ontbossing. Hiervoor stelt de minister van Ontwikkelingssamenwerking jaarlijks 0,1% van het BNP beschikbaar, dat bedrag maakt deel uit van de 0,8% die Nederland jaarlijks aan armoedebestrijding bijdraagt. In 2007 was 609 miljoen euro beschikbaar voor milieubeleid in ontwikkelingslanden.
| Uitgaven milieubeleid | x miljoen euro |
| --------------------- | -------------- |
| 2004                  | 448            |
| 2005                  | 501,5          |
| 2006                  | 537            |
| 2007                  | 609,5          |

Bedrijven, NGO’s en kennisinstellingen die willen bijdragen aan de milieubeleidsdoelstellingen kunnen subsidie aanvragen via het medefinancieringsstelsel (MFS), het Programma voor opkomende Markten (PSOM) en Publiek Private Partnerschappen (PPP). Maatschappelijke organisaties moeten subsidieaanvragen indienen via het Strategische Allianties Internationale NGO’s (SALIN) programma. Subsidies worden in principe alleen verstrekt als de organisaties een bijdrage leveren aan het verbeteren van het milieu in een ontwikkelingsland en aan duurzame productie. Maar ook armoedebestrijding wordt gezien als geldig doel.

## Nederland ten opzichte van andere landen door OESO
De Organisatie voor Economische Samenwerking en Ontwikkeling, de OESO, houdt bij hoeveel de rijkere landen aan ontwikkelingshulp uitgeven. De meeste donorlanden halen de door de VN gestelde norm van 0,8 procent van het BNP niet. In 2007 gaven de 22 landen die lid zijn van de OESO 103,6 miljard dollar aan ontwikkelingshulp. Dat was 0,28 procent van het gezamenlijk bruto-inkomen (bni) van de OESO-landen. Nederland was toen het enige OESO-land dat de norm van 0,8 procent haalde.

## Commitment to Development Index
De Commitment to Development Index wordt jaarlijks samengesteld door het Center for Global Development (CGD). CGD is een Amerikaans onderzoeksinstituut en noemt zichzelf een onafhankelijke denktank. CGD draagt ontwikkelingssamenwerking een warm hart toe en wil wereldwijd de armoede bestrijden, CGD heeft geen officiële status. De CD-index beoordeelt de kwaliteit van het ontwikkelingsbeleid van de 21 rijkste landen ter wereld. De positie op de lijst wordt bepaald door zeven criteria: omvang en kwaliteit, handel, investeringen, milieu, veiligheid, technologie en migratie. Sinds de index wordt uitgegeven staat Nederland op de eerste plaats als meest ontwikkelingsvriendelijk land ter wereld. Nederland wordt gevolgd door de Scandinavische landen Denemarken, Zweden, Noorwegen en Finland. Nederland scoort op bijna alle punten bovengemiddeld, alleen op het gebied van migratie scoort Nederland minder omdat Nederland een restrictief immigratiebeleid voert en naar de maatstaven van de CGD te weinig laagopgeleide immigranten toelaat. De index houdt geen rekening met de bevolkingsdichtheid van een land. De Verenigde Staten staat op de index op plaats veertien, Japan is de laatste. Ook in 2008 voerde Nederland de lijst van de CGD aan, wederom gevolgd door Zweden, Denemarken en Noorwegen. Finland moest zijn vijfde plaats afstaan aan Ierland. België eindigde op de 14de plaats. In 2012 stond Nederland op de zesde plaats, België op de 13de.
De politiek is blij met de goede beoordeling door het CGD. De hoge plaats van Nederland is tegenstanders en critici van ontwikkelingssamenwerking een doorn in het oog. De CGD is vooral een lobbyclub, die met de vergelijkende index ontwikkelde landen wil aanzetten om zich maximaal in te zetten voor de derde wereld.

## Resultaten
De inspanningen van de Nederlandse overheid worden geëvalueerd door de IOB, de Inspectie Ontwikkelingssamenwerking en Beleidsevaluatie. De IOB-rapporten schetsen een gemengd beeld van de resultaten van de Nederlandse ontwikkelingshulp.
Zo verscheen in februari 2008 een rapport van de IOB over het Nederlandse Afrikabeleid over de jaren 1998-2006. De IOB concludeerde dat Nederland de landbouwsteun in Afrika heeft verwaarloosd, terwijl armere landen juist daar een eigen economie mee op zouden kunnen bouwen. Veel geld ging naar schuldkwijtschelding en begrotingssteun, dit ging weer ten koste van armoedebestrijding en leverde geen aantoonbaar positief effect op. Nederland heeft wel een positieve bijdrage geleverd aan het onderwijs en de beschikbaarheid van drinkwater.
In 2008 bracht het IOB twee rapporten uit over het onderwijs in Zambia en Oeganda. Nederland steunt in beide landen de onderwijssector. Beide landen boekten in korte tijd enorme vooruitgang in het verbeteren van toegang tot basisonderwijs. Het IOB concludeerde dat de Nederlandse steun daaraan had bijgedragen. De kwaliteit van het onderwijs bleef echter achter bij de verwachtingen.
Het Ministerie van Buitenlandse Handel en Ontwikkelingssamenwerking brengt elk jaar een Resultatenrapportageuit. Daarin doet het ministerie verslag van de eigen inspanningen en resultaten, onder andere aan de hand van de Sustainable Developent Goals (SDG's).

## Discussie
Binnen de politiek en de maatschappij zijn al jaren discussies gaande over de hoogte en de effectiviteit van ontwikkelingssamenwerking. In Nederland kent men ontwikkelingssamenwerking sinds het begin van de 60'er jaren van de 20ste eeuw. Dat tijdstip geldt voor de meeste Westerse landen. In de eerste 50 jaar van ontwikkelingssamenwerking heeft het Westen zo'n 2300 miljard dollar aan de derde wereld gegeven, 106 miljard daarvan was afkomstig uit Nederland. Kritiek op ontwikkelingssamenwerking is er altijd geweest, zowel vanuit de linker- als de rechterkant van het politiek spectrum. Hieronder volgt een overzicht van een aantal belangrijke discussiepunten:

### Hulp is niet effectief
Volgens critici is hulp niet effectief, omdat het geen effect heeft op de economische groei van een land. Afrikaanse landen die veel hulp gekregen hebben, tonen immers lage groeicijfers. Zij menen bovendien dat ontwikkelingshulp de concurrentiepositie van een land ondermijnt: hoe meer hulpgeld in een land beschikbaar is, hoe sneller de binnenlandse prijzen stijgen door inflatie. Dat maakt exportproducten duur. Ontwikkelingshulp remt daardoor de economische groei.
Anderen stellen dat er geen enkel bewijs is dat ontwikkelingshulp de groei van een land remt. Gericht ingezette hulp heeft juist een gunstig effect op economische groei. Bovendien is hulp niet alleen gericht op economische groei, maar ook op sociale voorzieningen als onderwijs en gezondheidszorg. Voorstanders wijzen bovendien op een groot aantal geslaagde projecten en positieve resultaten. Zo droeg ontwikkelingshulp bij aan het verbeteren van toegang tot basisonderwijs en de afname van kindersterfte.

### Hulp bevordert corruptie
Een tweede kritiekpunt is dat hulp corruptie bevordert, slechte leiders in het zadel houdt en democratie ondermijnt. Deze visie wordt onder meer uitgedragen door Simeon Djankov, ontwikkelingseconoom bij de Wereldbank, en de Zambiaanse econome Dambisa Moyo. Zij menen dat ontwikkelingshulp aan arme landen vaak leidt tot corruptie in overheidskringen en de democratie in ontwikkelingslanden aantast. Machthebbers en ambtenaren een graantje meepikken van de hulp, een deel van het hulpgeld verdwijnt via bankrekeningen van familie en vrienden naar het buitenland of wordt uitgegeven aan projecten die goed liggen bij de kiezers zodat de machthebbers langer aan de macht kunnen blijven. In het ergste geval worden er zelfs oorlogen mee gefinancierd. Hun kritiek richt zich vooral op hulp waarbij het geld rechtstreeks naar de overheidsbegroting van het ontvangende land gaat, de zogenoemde 'bilaterale hulp'. In sommige gevallen worden er eisen gesteld aan de besteding van het geld, bijvoorbeeld dat het aan onderwijs wordt besteed, maar of het geld daar ook daadwerkelijk terechtkomt is vaak nauwelijks te controleren.
Pleitbezorgers van ontwikkelingshulp erkennen het gevaar van corruptie, afhankelijkheid en ondermijning van democratie. Zij stellen dat donoren steeds strenger toezien op de besteding van de hulp. Steeds vaker zetten ze ontwikkelingsgeld in om corruptie te bestrijden. Ook steunen Westerse landen de opbouw van nationale Rekenkamers, het verbeteren van het justitieapparaat of het versterken van instanties die toezicht houden op het functioneren van de overheid.

### De strijkstok
Een derde kritiekpunt is dat er te veel ontwikkelingshulp 'aan de strijkstok' zou blijven hangen. Daar wordt mee bedoeld dat ontwikkelingshulp vooral opgaat aan organisatiekosten, zoals salarissen en auto's van Westers personeel. Het geld komt daardoor niet terecht bij de armen.
Anderen brengen daar tegenin dat organisatiekosten nu eenmaal noodzakelijk zijn. Voor het uitvoeren van projecten is deskundig personeel nodig, dat een redelijk salaris verdient. Nederlanders lijken de strijkstok bovendien te overschatten. Ze denken dat van elke gedoneerde euro 40 procent aan de strijkstok blijft hangen. In werkelijkheid is dat circa 10 procent.

### Hulp wordt niet bewezen
Een vierde kritiekpunt is dat organisaties, overheden en onderzoeksinstanties de hulp slechts indirect aantonen en geen directe bewijzen openbaar maken. Er wordt gesproken over imaginaire output. Onder indirecte bewijslast vallen kwalitatieve evaluaties, statistiek en boekhoudkundige audits. Directe bewijslast zijn steekproeven die tellen of iets bestaat of niet.

## Draagvlak bevolking
Ondanks de kritiek op ontwikkelingssamenwerking is een meerderheid van de Nederlanders, 65%, voor het handhaven van ontwikkelingssamenwerking, maar het bedrag dat Nederland nu besteedt aan ontwikkelingshulp wordt vaak te hoog gevonden en ook is er twijfel aan de effectiviteit. Dit bleek augustus 2008 uit een enquête van de Nationale Commissie voor internationale samenwerking en Duurzame Ontwikkeling (NCDO). Het draagvlak is daarmee wel afgenomen ten opzichte van eerdere jaren, toen kon ontwikkelingssamenwerking nog op steun van 80% van de bevolking rekenen. Uit een eerder onderzoek, van januari 2008, bleek dat zo'n 60 procent van de Nederlanders het bedrag dat Nederland besteedt aan ontwikkelingshulp te hoog vindt. 44 procent van de ondervraagden meende dat ontwikkelingshulp wel kan werken, als het geld maar goed terechtkomt. Veel vertrouwen dat het geld goed terechtkomt hadden de respondenten niet, slecht zeventien procent denkt dat het geld goed besteed wordt, de ondervraagden toonden zich positiever over kleine hulporganisaties dan over grote.

## Politieke partijen en ontwikkelingssamenwerking
Van de politieke partijen hebben vooral de VVD en PVV kritiek op ontwikkelingssamenwerking. De VVD wil minder hulp geven: 0,44 procent van het BNP, zijnde het gemiddelde dat de rijkste 15 landen van de eurozone geven; daarnaast wil ze de hulp beter controleren. De PVV wil alle ontwikkelingshulp afschaffen met uitzondering van noodhulp. Traditioneel gezien zijn de christelijke partijen en de linkse partijen de grootste voorstanders van ontwikkelingshulp. Hieronder een overzicht van hoeveel procent van het BNP verschillende partijen willen uitgeven aan ontwikkelingssamenwerking:
- VVD - 0,44%
- PVV - 0% (alleen incidentele noodhulp)[30]
- PvdA - 0,8% (zodra het nationaal huishoudboekje weer op orde is en het begrotingsevenwicht is bereikt)[31]
- CDA - 0,7%[32]
- ChristenUnie - minimaal 0,8%, op termijn groeien naar 1%
- SGP - minimaal 0,8%
- GroenLinks - minimaal 0,8%
- D66 - 0,7%
- SP - 0,7%
- Partij voor de Dieren - 0,5%
- Volkspartij voor Vrijheid - 0,5%